# Josep Colell i Solé
Josep Colell i Solé   (Llobera 5 de febrer de, 1959 - Llobera, 23 de juny de 2018) va ser un polític català, alcalde de Llobera (Solsonès) entre 2007 i el 2018 i membre del govern del Consell Comarcal del Solsonès. Anteriorment ja havia estat regidor (1983-1999). Molt lligat al món rural, era tècnic en gestió i administració de l'empresa agropecuària, pagès i ramader. Havia estat coordinador comarcal i delegat al Consell Nacional de la Unió de Pagesos des del 1994 al 2007.